# Barão de Nossa Senhora das Mercês
Barão de Nossa Senhora das Mercês é um título nobiliárquico criado por D. Luís I de Portugal, por Carta de 22 de Junho de 1874, em favor de Cândido Pacheco de Melo Forjaz de Lacerda, depois 1.º Visconde de Nossa Senhora das Mercês.
Titulares
1. Cândido Pacheco de Melo Forjaz de Lacerda, 1.º Barão e 1.º Visconde de Nossa Senhora das Mercês.